# بين سانت لورانس
بين سانت لورانس (بالإنجليزية: Ben St Lawrence) هو منافس ألعاب قوى أسترالي، ولد في 7 نوفمبر 1981.

## وصلات خارجية
- بين سانت لورانس على موقع الاتحاد الدولي لألعاب القوى (الإنجليزية)
- بين سانت لورانس على موقع النتائج التاريخية لألعاب القوى الأسترالية (الإنجليزية)
- بين سانت لورانس على موقع الدوري الماسي (الإنجليزية)
- بين سانت لورانس على موقع أوليمبيديا (الإنجليزية)
- بين سانت لورانس على موقع اللجنة الأولمبية الأسترالية (الإنجليزية)
- بين سانت لورانس على موقع اتحاد ألعاب الكومنولث (مؤرشف) (الإنجليزية)
- بين سانت لورانس على موقع اتحاد ألعاب الكومنولث (مؤرشف) (الإنجليزية)